# Elisângela Oliveira
Elisângela Almeida de Oliveira, född 30 oktober 1978 i Londrina, är en brasiliansk tidigare volleybollspelare (högerspiker).
Oliveira blev olympisk bronsmedaljör i volleyboll vid sommarspelen 2000 i Sydney.

## Klubbar
| År        | Klubb                      |
| --------- | -------------------------- |
| 1997-1998 | Estrela Oeste Clube        |
| 1998-2000 | Paraná Vôlei Clube         |
| 2000-2003 | Minas Tênis Clube          |
| 2003-2004 | Paraná Vôlei Clube         |
| 2004-2005 | Santeramo Sport            |
| 2006-2007 | CD Macaé Sports            |
| 2007-2008 | Finasa/Osasco              |
| 2008-2009 | AD Brusque                 |
| 2009      | Rio de Janeiro Vôlei Clube |
| 2009-2011 | Hisamitsu Springs          |
| 2011-2013 | SESI-SP                    |
| 2013-2015 | Amigos do Vôlei            |
| 2015      | Osasco Voleibol Clube      |
| 2015-2016 | AAD São Bernardo           |